# Ca' Foscari
Ca' Foscari ili Palazzo Foscari je gotička palača na Kanalu Grande u venecijanskom sestieru Dorsoduru.
Ca' Foscari zajedno sa susjednom Palačom Giustinian tvori najveću gotičku cjelinu na kanalu, danas je sjedište venecijanskog sveučilišta Ca' Foscari.

## Povijest

### Palača dva tornja (Casa Delle Due Torri)
Na mjestu gdje danas stoji Ca 'Foscari, prije je postojala druga palača zvana "Kuća Dvije kule" (Casa Delle Due Torri), zvana tako jer je na bokovima imala kule a u sredini samo dva kata. Mletačka Republika je 1429. kupila palaču od dotadašnjeg vlasnika Bernarda Giustinianija za rezidenciju kondotjera Gianfrancesca Gonzage, iz Mantove, komandanta svoje vojske. Gonzaga po svemu sudeći nikada nije živio u palači, pa je ona služila kao rezidencija za je smještaj visokih gostiju Mletačke Republike.
Gonzaga je 1438. prebjegao rivalskim Viscontijima u Milano, tako da je mletački senat palaču dao 1439. svom novom kondotjeru Francescu Sforzi, kao nagradu za ponovno vraćanje Verone u sastav Republike te iste godine, i za njegove doprinose na vojnom planu u mletačko-firentinskom savezu. Sforza je živio u palači samo za jedan kraći period, već 1446. Mletačka Republika pokrenula je istragu protiv njega, zbog sumnji da radi za rivalski Milano, tako da mu je Vijeće desetorice oduzelo palaču 1447.

### Ca' Foscari
Palača dvije kule dana je na prodaju 1452. na aukciji ju je kupio dužd Francesco Foscari, za budući dom svoje obitelji. On je srušio staru palaču, ne samo zato što je želio izgraditi impozantniju građevinu, već i zato da zatre svaki trag bivšeg kondotjera Sforze.
Graditelji palače bili su otac i sin (Giovanni Bon i Bartolomeo Bon) sa svojom radionicom, koji su za dužda već izveli Porta della Carta na Duždevoj palači između 1438. i 1443.
Radovi su započeli tek 1453., tako da se dužd preselio u novu rezidenciju svega par dana prije svoje smrti 1457. Palača je i nakon toga ostala u posjedu obitelji Foscari.
Ca' Foscari je služila kao rezidencija za visoke goste Serenissime, poput evropskih vladara i diplomata. U vrijeme velike venecijanske svetkovine Historijske regate, visoki gosti pratili su regatu s prvog kata palače (Piano nobile) tu su se održavali prijemi i balovi za visoke goste.
Zahvaljujući svom izvrsnom položaju na velikoj okuci Kanala Grande, odakle puca široki vidik, od mosta Rialto pa sve do Akademije, drugi kat palače Ca'Foscari bio je mjesto koje su koristili mnogi slikari (Canaletto, Michele Marieschi, Francesco Guardi...) za slikanje Kanala Grande. Dvije slike Canaletta su nastale na drugom katu Ca'Foscari: Canal Grande da Ca' Balbi verso Rialto (1720. – 1723.) i Regata sul Canal Grande (1732.).
Od 1849. palača je upotrebljavana kao bolnica, a kasnije kao vojarna austrijske vojske. Zgradu je u prilično lošem stanju kupila venecijanska općina 1854. Od 31. siječnja 1868. u zgradi djeluje Viša škola za trgovinu (Scuola Superiore di Commercio di Venezia) iz koje je kasnije nastao fakultet.

## Arhitektura
Palača Ca'Foscari izgrađena je kao reprezentativni objekt koji je svojom visinom i veličinom trebao pokazati moć obitelji Foscari (u vrijeme izgradnje bila je viša za jedan kat od svih ostalih kuća u okolici). Prizemlje je malo uzdignuto iznad kanala (zbog plime), i ima samo jedna vrata (po tom se razlikovala od stare koja je bila građena kao fondaco/skladište) - koja su vodila u cortile i po tri monofore sa svake srane. Prvi i drugi kat su potpuno identični, u sredini je velika gotička polifora (niz od 8 prozora) s malim balkonom a sa strane po dvije monofore. Taj dio trebao je podsjećati na Duždevu palaču koja joj je bila uzor.
Iznad polifore na drugom katu nalazi se kameni friz s reljefima na kojima su obiteljski grb i puti. (i taj dio je sličan Duždevoj palači). Friz, koji je izvorno bio obojan i pozlaćen, oštećen je za vrijeme napoleonove vlasti nad Venecijom, restauriran je dvadesetih godinana prošlog stoljeća.
Posljednji treći kat, iznad kamenog friza ima kvadriforu i po tri monofore sa svake strane.
Unutrašnje dvorište palače (cortile) od 940 m², spada u najveća u Veneciji, samo Duždeva palača ima veće.

## Restauracija
Palača Foscari temeljno je restaurirana dva puta 1936. i 1956. za potrebe fakulteta, tad je bitno promijenjen unutrašnji raspored, radove je vodio arhitekt
Carlo Scarpa.
Ca 'Foscari je zajedno sa susjednom palačom Ca' Giustinian, ponovno temeljno restaurirana između 2004. – 2006., tad je napravljen spoj između ta dva objekta i modernizacija obja objekta. Prilikom izvođenja radova otkriveni su tragovi cortilea iz 9. stoljeća i tragovi fresaka u jednoj od soba na drugom katu iz 15. stoljeća, i pozlaćeni drveni stropovi od 16. stoljeća.

## Vanjske poveznice
- Palazzo Foscari, s portala Venice.jc-r (engl.)
- Historija Univerziteta Ca' Foscari, Venecija (engl.)
- Virtualna šetnja po Ca' Foscari